# Tabanus atristylatus
Tabanus atristylatus är en tvåvingeart som beskrevs av Burger 1988. Tabanus atristylatus ingår i släktet Tabanus och familjen bromsar. Inga underarter finns listade i Catalogue of Life.